# Firefox OS
Firefox OS is een stopgezet opensourcebesturingssysteem voor smartphones en tabletcomputers dat ontwikkeld werd door Mozilla. Het op Linux gebaseerde besturingssysteem werd gedemonstreerd op Android-compatibele smartphones en op de Raspberry Pi. Het systeem werd aanvankelijk gebruikt voor goedkope modellen in groeilanden. Omdat het vooral gebruikmaakte van webapps, was het een licht systeem.
In 2015 staakte Mozilla de ontwikkeling van het besturingssysteem voor smartphones en richtte het zich voortaan op zogeheten slimme apparaten, zoals smart-tv's. In 2017 werd ook die piste verlaten en werd Firefox OS als besturingssysteem volledig stopgezet. Het besturingssysteem werd geforkt naar B2G OS, dat op haar beurt geforkt werd naar KaiOS.
Er was een emulator voor Firefox OS beschikbaar als Firefox-extensie.

## Architectuur
Firefox OS is opgebouwd uit drie lagen:
- De applicatielaag
- De Open Web Platform Interfaces
- De infrastructuurlaag (Gonk)

De applicatielaag bestaat uit HTML5, JavaScript en CSS. Deze laag bevat alle toepassingen voor eindgebruikers. De Open Web Platform Interfaces-laag bevat alle onderliggende technologie: de application programming interfaces. Deze communiceren met de layout-engine Gecko. De infrastructuurlaag is het eigenlijke besturingssysteem en bevat de Linuxkernel en invoer- en uitvoergerelateerde software.

## Smartphones
De eerste smartphones met Firefox OS verschenen in de eerste helft van 2013, eerst in Zuid-Amerika, later ook op de Aziatische en de Europese markt. De Chinese smartphonefabrikant ZTE bracht in 2013 de Firefox OS-smartphone ZTE Open uit. Later volgden fabrikanten LG, Alcatel en Huawei.